# Cinematografia siriană
În Siria, Republica Arabă Siriană de astazi, filmul și industria cinematografică au o istorie lungă și densă, istorie cu repere importante, cu sensibilă reverberație asupra mediului occidental de resort.
Prima producție cinematografică siriană datează din anul 1928, lung metrajul intitulat „Al Muttaham al Baree” (titlu tradus în limba engleză ca “The Innocent Suspect” sau “The Innocent Defendant” – Suspectul nevinovat).
Începând cu anii 1960, producția de film a devenit monopol de stat, fiind administrată de Organizatia Națională pentru Cinema.

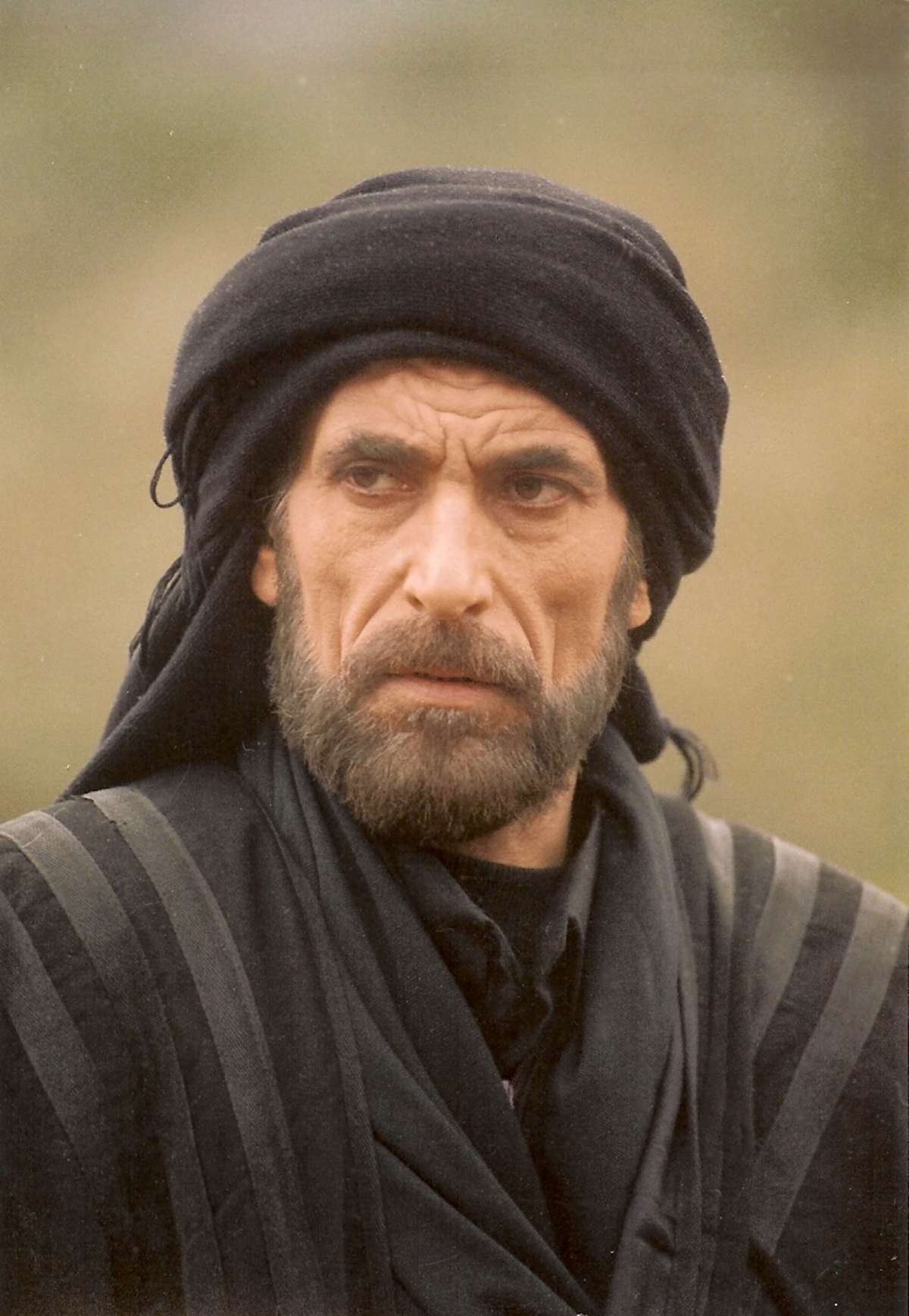
Ghassan Massoud în 2003

În anii corecționismului, în ciuda unei predilecții ponderale non-artistice spre documentare naționaliste și ideologice, industria cinematografică siriană a cunoscut o perioadă fastă din punct de vedere artistic și a fost remarcată ca atare, relevând câteva nume de regizori, ca Nazih Shabandar, Rasheed Jalal, și Qays al-Zubeydi și câțiva actori, ca Ghassan Massoud, actor remarcat și distribuit în câteva superproducții americane ca „Pirații din Caraibe – La capătul lumii” sau „Regatul cerului” al lui Ridley Scott.

## Istoric

### Perioada colonială. Primul film sirian. Prima companie cinematografică siriană
În anul 1908 este proiectat primul film în Siria.
În 1916, autoritățile otomane de ocupație deschid la Damasc primul cinematograf.
După Primul Război Mondial, Siria trece sub autoritate franceză.
La un an de la realizarea producției egiptene „Laila”, film mut realizat de Stephen Rosti în 1927, cu oarecari contribuții siriene, este proiectat primul film sirian, „Al Muttaham al Baree” (Suspectul nevinovat), o producție mută, alb-negru, produsă și regizată de Rasheed Jalal, în asociație cu Ahmed Tello, la care regizorul Ayub Badri are un aport substanțial. Această echipă fondează prima companie cinematografică siriană, Hernon Film.
În 1934, al doilea film mut sirian iese pe piață: „Tahta Sama’ Dimashq” (Sub cerul Damascului). Din păcate, filmul este lansat în același timp cu un film egiptean sonor, musical-ul “Unshudat al Fuad” (Imnul inimii), acesta înregistrând un succes de casă, public si critică răsunator, care a eclipsat total un film mai valoros artistic, dar anacronic tehnic si nespectaculos.
În anul 1947, Nazih Shabandar fondează un studio dotat în parte cu echipamente fabricate de el însuși. În 1948, Shabandar produce primul film sonor sirian, “Nur wa Thalam” (Lumină și întuneric), după un scenariu de Mohamed Shamel și Ali el-Arna’ut. Filmul lansează câțiva actori care vor deveni celebri în Lumea Arabă: Rafiq Shukri, Yevett Feghli, Anwar el Baba.

### Anii 50-60. Organizația Națională pentru Cinema. Monopolul de stat
Producția de film se dezvoltă după proclamarea Independenței, mai ales in anii ‘50.
Se realizează producții originale, ca cele care au ca protagoniști pe Doreid Lahham și Nuhad al-Qala’i, un duo comic cu mare succes de casă, care aduce un profit substanțial, pentru prima dată, în condițiile vitrege ale unui spațiu de difuzare închis și unei rețele de distribuție primitive. Filmele duo-ului Lahham - al-Qala’i , „Aqd al-Lulu” (Colierul de perle), 1965, și următoarele, aduc suficiente venituri încât să se poată dezvolta o producție regulată, modestă, de două filme pe an.
În 1963 se înființează Organizația Națională pentru Cinema (Al-Mu’assassah al-‘Ammah li al-Sinamah,  National Organization for Cinema, sau General Cinema Establishment) un departament al Ministerului Culturii și Informației, ca autoritate de supraveghere pentru producerea, distribuirea, importul și exportul de filme. Statul a instaurat cenzura și apoi, în 1969, monopolul asupra industriei cinematografice și de televiziune.
Vremurile erau grele, dominate de conflictele din zonă (Războiul de șase zile). În acea perioadă s-au produs documentare de propagandă. Regizorul irakian Qays al Zubeydi a realizat în Siria mai multe filme artistice și documentare artistice despre lupta Poporului Palestinian, filme ca “Departe de țară”, “Mărturiile Palestinienilor în timp de război” etc., ale căror nume sunt suficient de elocvente.
Primul film artistic de ficțiune a fost produs de Ministerul Culturii si Informației în 1967, pelicula “Sa’eq al Shahinah” (Șoferul de camion), regizat de iugoslavul Poçko Fockovic.

### Emanciparea și modernizarea
După 1970, deși filmul a rămas un monopol al Statului Baathist până în anii ’90, cinematografia siriană devine modernă și reușește să creeze artă.
Apar coproducțiile, proiectele mixte.
Regizori și actori sirieni încep să lucreze peste hotare și să acumuleze cunoașterea și experiența necesare.
În prezent începe să se manifeste o pleiadă de cineaști disidenți, deocamdată mediatizați pentru atitudinea lor față de regim, a căror valoare se va discerne în anii următori.

## Nume ale cinematografului sirian
Cel mai celebru actor născut și educat în Republica Arabă Siriană este Ghassan Massoud (n. 20 septembrie 1958), distribuit de Ridley Scott în rolul lui Saladin din superproducția “Regatul Cerului” (Kingdom of Heaven, 2005). Massoud a mai jucat în controversatul film turcesc “Valea Lupilor – Irak” și în “Pirații din Caraibe”.
Delphine Seyrig este o actriță de etnie franceză, născută la Beirut, în Liban, dintr-o familie alsaciano-elvețiană. A trăit si studiat în Siria. A jucat în “Ultimul an la Marienbad”.
Alte personalități ale filmului născute și educate profesional în Siria sunt actorul Michael Ansara (în prezent stabilit în SUA), producătorul Mustafa Akkad, regizorul Dorid Laham.

## Producții siriene notabile
Filmul „Visele Orașului” (1983) a fost prezentat la mai multe festivaluri internaționale, unde a făcut o figură bună.
Filmul „Kafr Kassem” a luat Marele Premiu la Festivalul de la Cartagina in 1974.
Filmul istoric „Aventura”, a cărui acțiune se desfășoară în Bagdad, înaintea invaziei mongole, a fost un succes de box office în mai multe țări arabe și a rulat în Franța.
Prin ecranizarea câtorva romane arabe celebre au rezultat filme ca “Soarele într-o zi înnourată”, “Noaptea șacalului”, “Ambarcația”.

## Lista celor mai importante filme siriene
1973
- The Dupes (Tewfik Saleh)
- Wajh Akhar Lil Hub (Muhammad Shahin)

1974
- Al-Mughamara (Muhammad Shahin)
- Everyday Life in a Syrian Village (Omar Amiralay)

1975
- Kafr kasem (Borhane Alaouié)

1981
- Hadithat el-Nosf Metr (The Half-Meter Incident) (Samir Zikra)

1983
- Ahlam al-Madina (Mohamed Malas)

1986
- Al-Shams Fi Yawam Gha'em (Muhammad Shahin)
- Waqae‘h al-‘Am al-Muqbel (Chronicles of the Coming Year) (Samir Zikra)

1987
- Al-Manam (Mohammad Malas)

1992
- Al-Lail (Mohamed Malas)

1993
- Al-Kompars (Nabil Maleh)

1996
- On a Day of Ordinary Violence, My Friend Michel Seurat... (Omar Amiralay)

1997
- There Are So Many Things Still to Say (Omar Amiralay)
- A Plate of Sardines (Omar Amiralay)

1998
- Nassim al-Roh (Abdellatif Abdelhamid)
- Turab al-Ghuraba’ (Land for A Stranger) (Samir Zikra)

1999
- A1 (Muhammad Ali Adeeb)

2000
- The Man With Golden Soles (Omar Amiralay)

2001
- Qamaran wa Zaytouna (Abdellatif Abdelhamid)
- Ahla Al- Ayam (Muhammad Ali Adeeb)

2002
- The Box of Life (Usama Muhammad)

2003
- A Flood in Baath Country (Omar Amiralay)[10]

2005
- Bab al-Makam (Mohamed Malas)
- Before Vanishing (Joude Gorani)
- 'Alaqat ‘Aamah (Public Relations) (Samir Zikra)

2008
- Dolls - A Woman from Damascus (Diana El Jeiroudi)
- Hassiba (Raymond Boutros)

2010
- Damascus with Love (Mohamad Abdulaziz)
- September Rain (Abdullatif Abulhamid)
- Apricots (Amar Chebib)
- Damascus Roof and Tales of Paradise (Soudade Kaadan)

2013
- Let us use ink, NOT spill blood! (Joseph Al-Ahmad)
- I THE SYRIAN (Joseph Al-Ahmad)